# Требуется няня (фильм, 2006)
«Требуется няня» — российский кинофильм 2006 года.

## Сюжет
Молодые супруги Вера (Виктория Исакова) и Андрей (Алексей Макаров), принадлежащие к среднему классу и живущие в пригородном коттеджном посёлке, нанимают няню (Марина Зубанова), присматривающую за их дочкой. Это вносит напряжённость в семейные отношения.

## В ролях
| Актёр            | Роль              |
| ---------------- | ----------------- |
| Марина Зубанова  | Галя              |
| Алексей Макаров  | Андрей            |
| Виктория Исакова | Вера              |
| Ирина Шипова     | Алька             |
| Раиса Рязанова   | тётя Маша         |
| Валерий Баринов  | Анатолий Петрович |
| Инна Алабина     | мать Веры         |

## Награды
- 2006 — Кинопремия «Белый слон» — лучшая актриса — Марина Зубанова за фильм «Требуется няня».